# 夜光
夜光（やこう）は、神奈川県川崎市川崎区の臨海部の町名。現行行政地名は夜光1丁目から夜光3丁目。1967年（昭和42年）10月4日に住居表示が実施されている。面積は88.2 ha。

## 地理
川崎市臨海部に位置する。東北から西南に向けて一丁目・二丁目・三丁目が並ぶ。西北に位置する塩浜と千鳥運河の間に細長く伸び、北で田町・小島町、南東の千鳥運河にかかる千鳥橋越しに千鳥町、水江運河越しに水江町、西を池上町と接する。町名は「夜光」だが、「夜光町」と表記されているものもある。一帯は工業地帯であるため工場が多く、住宅は少ない。付近にある川崎大師と密接な関係をもっている地名でもある。

## 歴史
川島勘左衛門・富右衛門が埋立造成した夜光新田、和泉氏が造成した和泉新田、小島新田の一部からなり、1937年（昭和12年）から1960年（昭和35年）の埋立事業により現在の町域が完成する。1965年（昭和40年）10月6日、土地区画整理事業（大師臨港地帯 第4工区）の換地処分及び住居表示の実施に伴い、夜光1丁目、夜光2丁目、夜光3丁目が設置された。

### 地名の由来
夜にもかかわらず、海中に光が煌々と灯っていたことから、付近一帯に「夜光」の名がついた。この光り輝く海に、「川崎大師」の名で有名な平間寺の開基である平間兼乗が網を投げ入れたところ、弘法大師像を引き揚げた。それを安置したものが現在の平間寺である。

## 交通
国道132号が通過しているほか、川崎市営バスも運行している。また、神奈川臨海鉄道千鳥線も、夜光町交差点のすぐそばを通っている。

## 世帯数と人口
2025年（令和7年）6月30日現在（川崎市発表）の世帯数と人口は以下の通りである。夜光1丁目・2丁目のごく一部（商業地域）を除き、ほぼ全域が工業専用地域に指定されており、住民がごくわずかのため、1丁目・2丁目の合計のみ掲載する。
| 町丁      | 世帯数  | 人口  |
| --------- | ------- | ----- |
| 夜光1丁目 | 100世帯 | 101人 |
| 夜光2丁目 | 100世帯 | 101人 |
| 夜光3丁目 | 0世帯   | 0人   |

### 人口の変遷
国勢調査による人口の推移。
| 年                 | 人口 |
| ------------------ | ---- |
| 1995年（平成7年）  | 90   |
| 2000年（平成12年） | 96   |
| 2005年（平成17年） | 108  |
| 2010年（平成22年） | 112  |
| 2015年（平成27年） | 85   |
| 2020年（令和2年）  | 86   |

### 世帯数の変遷
国勢調査による世帯数の推移。
| 年                 | 世帯数 |
| ------------------ | ------ |
| 1995年（平成7年）  | 49     |
| 2000年（平成12年） | 66     |
| 2005年（平成17年） | 86     |
| 2010年（平成22年） | 41     |
| 2015年（平成27年） | 73     |
| 2020年（令和2年）  | 32     |

## 学区
市立小・中学校に通う場合、学区は以下の通りとなる（2025年1月時点）。
| 丁目      | 番・番地等 | 小学校             | 中学校               |
| --------- | ---------- | ------------------ | -------------------- |
| 夜光1丁目 | 全域       | 川崎市立四谷小学校 | 川崎市立南大師中学校 |
| 夜光2丁目 | 全域       | 川崎市立四谷小学校 | 川崎市立南大師中学校 |
| 夜光3丁目 | 全域       | 川崎市立四谷小学校 | 川崎市立南大師中学校 |

## 事業所
2021年（令和3年）現在の経済センサス調査による事業所数と従業員数は以下の通りである。
| 丁目      | 事業所数  | 従業員数 |
| --------- | --------- | -------- |
| 夜光1丁目 | 57事業所  | 2,176人  |
| 夜光2丁目 | 19事業所  | 386人    |
| 夜光3丁目 | 25事業所  | 552人    |
| 計        | 101事業所 | 3,114人  |

### 事業者数の変遷
経済センサスによる事業所数の推移。
| 年                 | 事業者数 |
| ------------------ | -------- |
| 2016年（平成28年） | 100      |
| 2021年（令和3年）  | 101      |

### 従業員数の変遷
経済センサスによる従業員数の推移。
| 年                 | 従業員数 |
| ------------------ | -------- |
| 2016年（平成28年） | 4,396    |
| 2021年（令和3年）  | 3,114    |

## 施設
- 川崎市南部リサイクルセンター
- 川崎市入江崎水処理センター
- かわさき南部斎苑
- JXエネルギー川崎製造所・体育館
- 旭化成 川崎製造所
- 日本ゼオン 総合開発センター高圧ガス製造事業所
- 日本貨物鉄道 川崎車両所
- 大同特殊鋼 川崎工場
- 東洋ガラス 川崎工場
- 日本精塩
- セブン-イレブン 夜光店
- 関東運輸局神奈川運輸支局川崎自動車検査登録事務所

## 夜光を舞台とした作品
- 古屋兎丸作の漫画『ライチ☆光クラブ』の舞台・螢光町のモデルになっている。
- SEKAI NO OWARIの楽曲スターライトパレードの舞台のモデルになっている。

## その他

### 日本郵便
- 郵便番号 : 210-0863[3]（集配局 : 川崎港郵便局[18]）

### 警察
町内の警察の管轄区域は以下の通りである。
| 丁目      | 番・番地等 | 警察署         | 交番・駐在所 |
| --------- | ---------- | -------------- | ------------ |
| 夜光1丁目 | 全域       | 川崎臨港警察署 | 殿町交番     |
| 夜光2丁目 | 全域       | 川崎臨港警察署 | 殿町交番     |
| 夜光3丁目 | 全域       | 川崎臨港警察署 | 殿町交番     |